# Hiperpadres
Híper-padres (también conocidos como padres helicóptero) son padres que enfocan mucha de su atención en las experiencias y los problemas de sus hijos, particularmente al momento de elegir instituciones educativas. El término "padres helicóptero" fue acuñado originalmente por Foster Cline and Jim Fay. y lo asignaron porque, como los helicópteros, "se encuentran sobre sus hijos."
Esta problemática se encuentra difundida especialmente en Estados Unidos e Inglaterra, en familias de nivel socioeconómico medio y medio alto.

## Origen
El término "padres helicóptero" es una expresión peyorativa para los padres que ha sido utilizada ampliamente por los medios de comunicación en inglés.
La metáfora apareció a principios de 1969 en el libro "Between Parent & Teenager" por el Dr. Haim Ginott, el cual menciona a un adolescente que se queja diciendo: "Mi mamá está sobre mí como un helicóptero..." 
La relevancia a este término se ganó cuando los administradores de colegios estadounidenses comenzaron a utilizarlo a inicios del año 2000, conforme la generación del milenio empezaba a tener la edad universitaria. Sus padres, pertenecientes a la generación baby-boomer, empezaron a volverse notorios con prácticas como el levantar a sus hijos para ir a clases cada mañana y quejarse ante sus profesores por las calificaciones que sus hijos recibían. 
El incremento en el uso del teléfono celular ha sido considerado responsable en el aumento explosivo de este fenómeno. - el profesor Richard Mullendore, de la Universidad de Georgia le llamó "El cordón umbilical más grande del mundo". Por otra parte, algunos padres señalan que deben mantenerse al tanto de la asesoría de sus hijos, ya que ellos están protegiendo una inversión o actuando como cualquier otro consumidor.

## Literatura
Madeline Levine ha escrito acerca de los padres helicópteros. Judith Warner se refiere a las descripciones de Levine como padres que están físicamente "híper-presentes" pero psicológicamente ausentes. Katie Roiphe comenta acerca del trabajo de Levine in "Slate - Mitos elaborados acerca de los padres helicóptero. "Todo se resume a demasiada presencia, pero también al tipo de presencia equivocada. De hecho, puede ser razonable que los niños lo entiendan como ausencia, como si no les preocupará qué está sucediendo con ellos... así como señala Levine, es la confusión de un sobre-involucramiento con estabilidad." Similarmente, le recuerda a los lectores que los padres helicóptero no son un producto de "gente mala o patética con escasos valores..." No es necesariamente una señal de que los padres son ridículamente infelices o controladores nefastos. Esto también puede ser el producto de buenas intenciones que se volvieron molestas, la participación de la cultura en los miedos naturales de los padres."